# Hook Norton
Hook Norton – wieś w Anglii, w hrabstwie Oxfordshire, w dystrykcie Cherwell. Leży 32 km na północny zachód od Oksfordu i 109 km na północny zachód od Londynu. W 2001 miejscowość liczyła 2001 mieszkańców.